# Thomas Rupprath
Thomas Rupprath (Alemania, 16 de marzo de 1977) es un nadador alemán especializado en pruebas de estilo mariposa, donde consiguió ser subcampeón olímpico en 2004 en los 4 x 100 metros estilos.

## Carrera deportiva
En los Juegos Olímpicos de Sídney 2000 ganó la medalla de bronce en los relevos de 4 x 100 metros estilos (nadando el largo de braza), con un tiempo 3:35.88 segundos, tras Estados Unidos y Australia.
Cuatro años después, en los Juegos Olímpicos de Atenas 2004 ganó la medalla de plata en los relevos de 4 x 100 metros estilos (nadando el largo de mariposa), con un tiempo de 3:33.62 segundos, tras Estados Unidos (oro) y por delante de Japón (bronce).